# Municipio de Orange (Pensilvania)
El municipio de Orange (en inglés: Orange Township) es un municipio ubicado en el condado de Columbia en el estado estadounidense de Pensilvania. En el año 2000 tenía una población de 1148 habitantes y una densidad poblacional de 34 personas por km².

## Geografía
El municipio de Orange se encuentra ubicado en las coordenadas 41°05′00″N 76°24′59″O / 41.08333, -76.41639.

## Demografía
Según la Oficina del Censo en 2000 los ingresos medios por hogar en la localidad eran de $52 917 y los ingresos medios por familia eran de $56 875. Los hombres tenían unos ingresos medios de $34 917 frente a los $24 375 para las mujeres. La renta per cápita de la localidad era de $22 608. Alrededor del 5,5% de la población estaba por debajo del umbral de pobreza.